# Rami Shaaban
Rami Shaaban (Fisksätra, 30 juni 1975) is een voormalig profvoetballer uit Zweden, die zijn actieve loopbaan als doelman in 2011 afsloot bij Hammarby IF.

## Clubcarrière
Shaaban is de zoon van een Egyptische vader en een Finse moeder. Voor zijn komst naar Fredrikstad FK speelde hij voor Al-Zamalek, Djurgårdens IF, Arsenal FC (2002-2004) en Brighton & Hove Albion FC (2004-2005).

## Interlandcarrière
Onder leiding van bondscoach Lars Lagerbäck speelde Shaaban zijn eerste interland voor Zweden op 25 mei 2006 tegen Finland, net als Fredrik Stenman (Bayer 04 Leverkusen). Hij verving John Alvbåge in dat duel na 45 minuten. Shaaban maakte deel uit van de selectie voor het WK 2006.
| Interlands van Rami Shaaban voor Zweden | Interlands van Rami Shaaban voor Zweden | Interlands van Rami Shaaban voor Zweden | Interlands van Rami Shaaban voor Zweden | Interlands van Rami Shaaban voor Zweden | Interlands van Rami Shaaban voor Zweden |
| №                                       | Datum                                   | Wedstrijd                               | Uitslag                                 | Competitie                              | Goals                                   |
| Als speler van Fredrikstad FK           | Als speler van Fredrikstad FK           | Als speler van Fredrikstad FK           | Als speler van Fredrikstad FK           | Als speler van Fredrikstad FK           | Als speler van Fredrikstad FK           |
| --------------------------------------- | --------------------------------------- | --------------------------------------- | --------------------------------------- | --------------------------------------- | --------------------------------------- |
| 1                                       | 25 mei 2006                             | Zweden – Finland                        | 0 – 0                                   | Vriendschappelijk                       | 0                                       |
| 2                                       | 10 juni 2006                            | Trinidad en Tobago – Zweden             | 0 – 0                                   | WK-eindronde                            | 0                                       |
| 3                                       | 16 augustus 2006                        | Duitsland – Zweden                      | 3 – 0                                   | Vriendschappelijk                       | 0                                       |
| 4                                       | 2 september 2006                        | Letland – Zweden                        | 0 – 1                                   | EK-kwalificatie                         | 0                                       |
| 5                                       | 6 september 2006                        | Zweden – Liechtenstein                  | 3 – 1                                   | EK-kwalificatie                         | 0                                       |
| 6                                       | 7 oktober 2006                          | Zweden – Spanje                         | 2 – 0                                   | EK-kwalificatie                         | 0                                       |
| 7                                       | 11 oktober 2006                         | IJsland – Zweden                        | 1 – 2                                   | EK-kwalificatie                         | 0                                       |
| 8                                       | 15 november 2006                        | Ivoorkust – Zweden                      | 1 – 0                                   | Vriendschappelijk                       | 0                                       |
| 9                                       | 14 januari 2007                         | Venezuela – Zweden                      | 2 – 0                                   | Vriendschappelijk                       | 0                                       |
| 10                                      | 21 januari 2007                         | Ecuador – Zweden                        | 1 – 1                                   | Vriendschappelijk                       | 0                                       |
| 11                                      | 7 februari 2007                         | Egypte – Zweden                         | 2 – 0                                   | Vriendschappelijk                       | 0                                       |
| 12                                      | 22 augustus 2007                        | Zweden – Verenigde Staten               | 1 – 0                                   | Vriendschappelijk                       | 0                                       |
| 13                                      | 12 september 2007                       | Montenegro – Zweden                     | 1 – 2                                   | Vriendschappelijk                       | 0                                       |
| 14                                      | 19 januari 2008                         | Verenigde Staten – Zweden               | 2 – 0                                   | Vriendschappelijk                       | 0                                       |
| Als speler van Hammarby IF              |                                         |                                         |                                         |                                         |                                         |
| 15                                      | 26 maart 2008                           | Brazilië – Zweden                       | 1 – 0                                   | Vriendschappelijk                       | 0                                       |
| 16                                      | 1 juni 2008                             | Zweden – Oekraïne                       | 0 – 1                                   | Vriendschappelijk                       | 0                                       |

## Erelijst
Fredrikstad FK
- Beker van Noorwegen

2006